# CQ (film)
CQ è un film del 2001, diretto da Roman Coppola, presentato fuori concorso al 54º Festival di Cannes.

## Trama
Parigi, 1969. A un giovane aspirante regista viene proposto un film di fantascienza, ispirato a Barbarella del 1968. Lui però ammira Godard e Truffaut e vorrebbe girare anche una pellicola "intimista". Inizia comunque le riprese del film di fantascienza e instaura una relazione con l'attrice protagonista.